# Steyr IWS 2000

Le Steyr IWS 2000 est un fusil anti-matériel semi-automatique autrichien de calibre 15.2×169mm